# Noumenon
Noumenon (altgriechisch νοούμενον, Partizip Präsens Passiv Singular Neutrum von νοεῖν noeîn, deutsch ‚denken‘; Plural: Noumena) ist ein philosophischer Begriff, der insbesondere mit der Erkenntnistheorie Immanuel Kants verbunden ist. In seiner vorkritischen Philosophie verwendet Kant diesen Begriff für Gegenstände einer intellektuellen Erkenntnis bzw. einer möglichen intellektuellen Anschauung (im Gegensatz zur sinnlichen). In der Kritik der reinen Vernunft verwirft er die Möglichkeit einer rein intellektuellen Erkenntnis; die Noumena werden zu „Gedankendingen“, Vorstellungen nicht erfahrbarer Gegenstände. Sie verbleiben Grenzbegriffe der Sinnlichkeit und der Erfahrungserkenntnisse. Die Gegenstände der Erfahrung heißen bei Kant Phänomena oder Erscheinungen. Der Begriff eines Noumenons als Gegenstand ist nun ein Unterbegriff von Ding an sich.

## Geschichte
Der Ausdruck „Noumena“ kommt bei Sextus Empiricus vor und bezeichnet dort „das Gedachte“, (mit dem Nous als zugeordnetem Vermögen) im Gegensatz zum den Sinnen Erscheinenden, den φαινόμενα. Die neuere, an Sextus anschließende Verwendung geht auf die Schulphilosophie des 18. Jahrhunderts zurück. So benutzt Johann Christian Foerster den Ausdruck 1770 in dem von ihm herausgegebenen Lehrbuch Philosophia generalis von Alexander Gottlieb Baumgarten in einer einleitenden Dissertatio prooemialis de dubitatione et certitudine:

“Quando Φαινομενα et νοουμενα, vti debent, a se inuicem distinguuntur, vt illa sint, quae sensu percipiuntur, haec vero, quae mente, non vero sensu cogitari possunt.”

### Kant
Immanuel Kant verwendet den Ausdruck „Noumenon“ in seiner Dissertation von 1770 zur Bezeichnung einer rein intellektuellen Erkenntnis, die er als facultas intellectualis und intellectus (Mund. sens., § 1) der sinnlichen gegenüberstellt. Im § 3 heißt es zur Definition: „Der Gegenstand der Sinnlichkeit ist sensibel; was aber nichts enthält, als was man durch die Verstandesausstattung erkennen kann, ist intelligibel. Das erstere hieß in den Schulen der Alten Phainomen, das Letztere Noumenon.“ (Obiectum sensualitatis est sensibile; quod autem nihil continet, nisi per intelligentiam cognoscendum, est intelligibile. Prius scholis veterum phaenomenon, posterius noumenon audiebat; Übersetzung: Norbert Hinske)
Wie Platon die Erkenntnis der rein gedachten Ideen für die höchste und damit für möglich hielt, ist auch Kant 1770 noch davon überzeugt, dass sich die Noumena erkennen lassen, so dass die Unterscheidung im Titel der Dissertation De mundi sensibilis atque intelligibilis formae et principii (dt.: „Von den Formen und Prinzipien der sensiblen und intelligiblen Welt“) das Empirische des Empfindens und das Rationale des Denkens nicht in einem einander ausschließenden, sondern in ergänzendem Sinn betrifft. Mit der Möglichkeit des Erkennens allein durch den Verstand bricht Kant erst in der Kritik der reinen Vernunft.
Dort meint Noumenon nunmehr „eben den problematischen Begriff von einem Gegenstande für eine ganz andere Anschauung und einen ganz anderen Verstand als der unsrige, der mithin selbst ein Problem ist.“
Hier ist das Noumenon das Resultat der Voraussetzung einer rein intellektuellen Anschauung, in der ein solcher Gegenstand allerdings bestimmt werden kann, z. B. als „idealer Staat“ (respublica noumenon), dem, anders als dem transzendentalen Objekt, also Prädikate zugeordnet werden können, der aber, als Idee der Vollkommenheit, ein Gedankending (ens rationis) bleibt.
Noumenon ist in der Erörterung „Von dem Grunde der Unterscheidung aller Gegenstände überhaupt in Phaenomena und Noumena“ in der Kritik der reinen Vernunft damit ein „problematischer Begriff“ da die reinen Verstandesdinge zwar denkmöglich sind, dabei aber unerkennbar bleiben (vgl. transzendentale Analytik, Abschn. Phänomena und Noumena – Dinge an sich). Dort definiert Kant die Noumena als Grenzbegriffe, die die Anmaßung der Sinnlichkeit einschränken, da nicht alles, was außerhalb der Bedingungen der Erfahrung liegt, deshalb auch unmöglich sein muss.
In seiner praktischen Philosophie geht Kant allerdings über diesen problematischen Begriff hinaus, indem er den Menschen mit seinem Vermögen, sich selbst ein Gesetz zu geben, ein moralisches Wesen und „Menschen an sich“ (homo noumenon) nennt und diesen dem Menschen mit seinen Schwächen gegenüberstellt, somit den idealen und den tatsächlich existierenden Menschen, wobei jener ideale durch die Möglichkeit dazu als in der Welt seiend begriffen wird: „Wenn ich also ein Strafgesetz gegen mich als einen Verbrecher abfasse, so ist es in mir die reine rechtlich=gesetzgebende Vernunft (homo noumenon), die mich als einen des Verbrechens Fähigen, folglich als eine andere Person (homo phaenomenon) sammt allen übrigen in einem Bürgerverein dem Strafgesetze unterwirft.“
Zu weiteren Definitionen, Bewertungen und Quellen der Noumena siehe hier.

### Schopenhauer
Arthur Schopenhauer akzeptierte die für Kants Theorie grundlegenden Unterscheidungen nicht und äußerte, am Unterschied von Noumena und Phaenomena zeige sich der Grundfehler von Kants Erkenntnistheorie besonders deutlich.